# Arshia Babazadeh
Arshia Babazadeh (Teherán, 5 de noviembre de 1995) es un futbolista profesional iraní que actualmente juega como guardameta en el Austin Bold FC del USL Championship.

## Trayectoria

### Carrera temprana
Babazadeh se unió a la academia Esteghlal a la edad de 13 años. En 2014, se mudó a Estados Unidos y formó parte del equipo del club De Anza Force.

### Carrera profesional
En 2016, Babazadeh regresó a Esteghlal y ayudó al equipo a levantar la Copa Hazfi y participó en la Liga de Campeones de la AFC. En 2018, se mudó al Surat Thani de la Liga Tailandesa 3 durante una temporada.
En 2019, Babazadeh regresó a los Estados Unidos, uniéndose al equipo de NISA Philadelphia Fury. Hizo una sola aparición para el club antes de que se retiraran después de un juego debido a problemas de inversión. Pasó el resto de la temporada con Los Angeles Force, sin hacer acto de presencia. Babazadeh se quedó en la NISA con Michigan Stars, donde hizo dos apariciones en la temporada regular.
El 5 de mayo de 2021, Babazadeh firmó con Austin Bold de USL. Hizo su debut con Austin el 20 de octubre de 2021, comenzando en una derrota por 3-0 ante El Paso Locomotive.

## Clubes
| Club              | País           | Año       |
| ----------------- | -------------- | --------- |
| Esteghlal Tehran  | Irán           | 2016-2018 |
| Surat Thani F.C.  | Tailandia      | 2018-2019 |
| Philadelphia Fury | Estados Unidos | 2019      |
| Los Angeles Force | Estados Unidos | 2019      |
| Michigan Stars FC | Estados Unidos | 2020      |
| Austin Bold FC    | Estados Unidos | 2021-     |